# La Ballena
La Ballena es una localidad rural chilena. perteneciente a la comuna de La Ligua, provincia de Petorca, región de Valparaíso y se ubica a unos pocos kilómetros de Los Molles.
Se conecta con el resto del país a través de la Carretera Panamericana, el pueblo se encuentra en el kilómetro 180 de la ruta 5 Norte en donde existe un paso superior de acceso.
Esta localidad es conocida por tener en su mayoría casas de verano y sus dueños principalmente son del exterior del pueblo.
Al norte de la localidad se encuentra el estero Manzano y la playa Larga, al sur la quebrada El Arrayán en donde limita con la localidad de Los Quinquelles.

## Servicios
El agua potable es distribuida a través de camiones aljibes al encontrarse el sistema hidráulico deshabilitado debido a la crisis hídrica en la cuenca del río Petorca.
La comisaría de Carabineros más cercana se encuentra en Los Molles.

## Fauna
En la costa se pueden encontrar macha, róbalos, lenguados, corvinillas y corvinas.

## Historia
Durante el periodo precolombino la zona fue frecuentada por indígenas nómades de la cultura Huentelauquén y posteriormente por Picunches.
Tras la conquista de Chile, durante el período hispánico, el lugar pasa a ser propiedad de Catalina de los Rios y Lisperger, también conocida como «La Quintrala».
Tras la independencia, ya en el período republicano pasa a ser parte de la hacienda Huaquén y se planta trigo, además de que se trajeron cabras y algunos corderos.
Posteriormente se empiezan a vender terrenos parcelados y se empieza a formar lo que hoy se conoce como La Ballena. Durante el siglo XXI aumenta la densidad poblacional del lugar, en especial desde la década de los 2010.
Anteriormente el pueblo fue abastecido con agua potable a través de cañerías, por diversas razones el agua empezó a escasear, por lo que actualmente la localidad depende de camiones aljibes. La crisis hídrica en la provincia de Petorca ha influido en la escases acuífera.